# Young Austria
Young Austria war von 1939 bis 1947 die bedeutendste Emigrantenorganisation junger Österreicher in Großbritannien, als Österreich in der Zeit des Nationalsozialismus Teil des „Dritten Reichs“ war.

## Vorgeschichte
Mit dem „Anschluss“ Österreichs am 12. März 1938 begann in der Nacht zum 13. März der Terror mit tausenden Verhaftungen von Kommunisten, Sozialisten, Juden und weiterer Menschen, die der Diktatur im Weg zu stehen drohten. Vor Repression, Inhaftierung, Folter und Mord flüchteten Tausende vor den Nationalsozialisten. In diesen Tagen, und den darauf folgenden eineinhalb Jahren flüchteten alleine nach Großbritannien – auf direktem Weg und auf Umwegen, oftmals über Prag – mehr als 27.000 Österreicher.

## Leben im Exil
Viele der nach Großbritannien geflüchteten Exilanten organisierten sich ihren politischen Ansichten, der Zugehörigkeit zu bestimmten Lagern entsprechend in verschiedenen parteipolitischen Gruppierungen. Darunter waren die: "Group of Austrian Communists in Great Britain", das "London Bureau of the Austrian Socialists", die "Group of Austrian Trade Unionists in Great Britain", die "Austrian Democratic Union" und die "Association of Austrian Christian Socialists in Great Britain", wie auch der überparteiliche Zusammenschluss im "Free Austrian Movement". Die überwiegende Mehrheit der Exilanten war nicht organisiert, wurde jedoch vom „Austrian Centre“ und später auch von der FAM dem „Free Austrian Movement“ unterstützt und vertreten.
Das „Young Austria“ war keine parteipolitische Organisation, sondern eine österreichische Organisation, in der alle Österreicher Platz fanden. Sinn und Zweck von Young Austria war es, jungen Menschen zwischen 14 und 20 Jahren, die noch nie im Ausland waren und die ihre Heimat verlassen hatten, in einer Art Selbsthilfegruppe und durch die gesellschaftliche Form der Jugendgruppe eine konkrete und effektive Unterstützung zu geben.
„Darüber hinaus haben wir in den englischen Jugendorganisationen, in die wir immer wieder eingeladen wurden, ein freies Österreich propagiert. Kein Großdeutschland, sondern ein freies Österreich, im Unterschied zu den Sozialisten, die damals die Auffassung von einem sozialistischen Großdeutschland vertreten haben und die uns als bürgerliche Nationalisten beschimpft haben. Wir waren aber der Meinung, dass alle Österreicher zusammen ein demokratisches Österreich aufbauen sollten.“

## Deportation und Internierung im Exil
Nach der militärischen Niederlage der britischen Armee auf dem Kontinent – insbesondere bei Dünkirchen – wuchs die Angst vor einer Invasion der deutschen Truppen. Die Exilanten, insbesondere jene aus Deutschland und Österreich gerieten als mögliche „Fünfte Kolonne Hitlers“ unter Verdacht und wurden als „Enemy Aliens“ in verschiedenen Internierungslagern unter anderem auf der Insel Man untergebracht. Viele wurden nach Kanada oder Australien deportiert. Mit Ende der unmittelbaren Invasionsgefahr wurden diese Restriktionen schrittweise aufgehoben, die Exilanten wurden nach Einzelüberprüfungen so weit sie dazu in der Lage waren in die britischen Verteidigungsanstrengungen (Rüstungsindustrie, Hilfscorps) einbezogen. Von den ca. 27 0000 Emigranten dienten ca. 3000 Österreicher in Kampfeinheiten der Britischen Armee.

## Die Organisation
Im März 1939 wurde in London W2 Paddington, 129 Westbourne Terrace, das erste Klubhaus des Austrian Centre eröffnet. Der Mitgliederstand des Young Austria betrug 1939 20 Emigranten, 1943 1300 Emigranten. 95 Prozent der Mitglieder von Young Austria arbeiteten in der Kriegsindustrie, 300 waren Soldaten in der Britischen Armee, 80 Prozent waren Gewerkschaftsmitglieder. Im Programm des Young Austria vom Oktober 1939 wurde in acht Punkten Selbstverständnis, Funktion, Aufgabe und Ziel des Zwecks der Organisation formuliert. Größere Gruppen bestanden in London, Manchester, Liverpool, Glasgow, Leeds, York, Oxford, Reading, Truro, Newcastle Nottingham, Kitchener Camp, Birmingham, Leicester, Cambridge und Cheltenham.
Young Austria war die Jugendorganisation des Austrian Centre. Präsident des Austrian Centre war der Kommunist Franz West, einer der stellvertretenden Vorsitzenden war der Philosoph und Psychoanalytiker Walter Hollitscher.

## Politik in der Emigration
Unter den Exilanten gab es je nach politischer Provenienz unterschiedliche Auffassungen über das politische Ziel und die daraus resultierenden Aufgaben der politischen Tätigkeit im Exil. Was den aktuellen Stand der Geschichtsforschung anbelangt kann man als durchaus zulässig verallgemeinern, dass es den Einen um eine „Allgemeine Perspektive“ ging, während es der Mehrheit um die Aufgaben in der Wiederherstellung und Sicherung der Unabhängigkeit Österreichs ging.
Zu den Aktivitäten des Young Austria zählten unter anderem:
"Young Austria" in der Woche "Austrians for Britain":
- Solidaritätswoche für die Sowjetunion:

In dieser Solidaritätswoche wurden 81 Tageslöhne gespendet, Ausstellungen organisiert, 85 Mädchen strickten für die Soldaten der Roten Armee.
- Ausstellung auf dem Piccadilly Circus:

„Österreich – unsere Heimat“, mit täglichem Kulturprogramm: 150 000 Besucher.
- Vorträge: vor 180.000 britischen Bürgern über Österreich, in fast allen größeren Städten Großbritanniens, allein in London vor über 500 Organisationen.
- Herausgabe von deutschsprachigen und englischsprachigen Publikationen: Auflage von ca. 300.000 Exemplaren.
- Herausgabe der Zeitschrift "Young Austria": 190 Ausgaben. 1940 400 Exemplar, 1944 5000 Exemplare.
- Chor- und Spielgruppen: Aufführungen vor ca. 40.000 Zuschauern.
- Mehr als 500 Veranstaltungen in Jugendzentren im ganzen Land.
- So genannte „Heimabende“: 12.000 Besucher.
- 160 Ausflüge mit mehr als 8000 Teilnehmern.
- 10 Ferienlager mit mehr als 500 Teilnehmern.
- Schriftliche Rundfragen zu aktuellen Problemen: 1500 Antworten
- Regelmäßige Jugendleiterschulen mit 300 Teilnehmern
- Zur Öffentlichkeitsarbeit gehörten auch: Radiosendungen im BBC und lokalen Radiostationen, Artikel und Resolutionen auch in großen Tageszeitungen wie lokalen Blättern.

## Namhafte Mitglieder
Die wohl namhafteste Persönlichkeit, die Mitglied von Young Austria war, war der Dichter und Schriftsteller Erich Fried. Bis 1945 waren Georg Breuer und Eva Brill, später Eva Köckeis-Stangl für die Zeitung verantwortlich. Weitere, vor allem in den Nachkriegsjahren und der folgenden Zeit wichtige Persönlichkeiten waren der spätere Gründer des Dokumentationsarchiv des österreichischen Widerstandes Herbert Steiner, der Schauspieler Otto Tausig, der Dichter Arthur West, der Musiker Erwin Weiss und der spätere Verlagsleiter des Globus Verlags der KPÖ Heinz Zaslawski sowie die Architektin und Malerin Klara Hautmann-Kiss.